# HAT-P-18
HAT-P-18 — одиночная звезда в созвездии Геркулеса на расстоянии приблизительно 529 световых лет (около 162 парсек) от Солнца. Видимая звёздная величина звезды — +12,76m. Возраст звезды определён как около 12,4 млрд лет.
Вокруг звезды обращается, как минимум, одна планета.

## Характеристики
HAT-P-18 — оранжевый карлик спектрального класса K. Масса — около 0,77 солнечной, радиус — около 0,73 солнечного, светимость — около 0,256 солнечной. Эффективная температура — около 4719 K.
HAT-P-18 довольно тусклая звезда: её светимость составляет всего лишь 26 % светимости Солнца. Подобные звёзды представляют интерес в поиске внеземных цивилизаций, так как продолжительность их жизни до стадии красного гиганта и последующего катастрофического взрыва со сбросом оболочки велика — от 15 до 30 миллиардов лет.

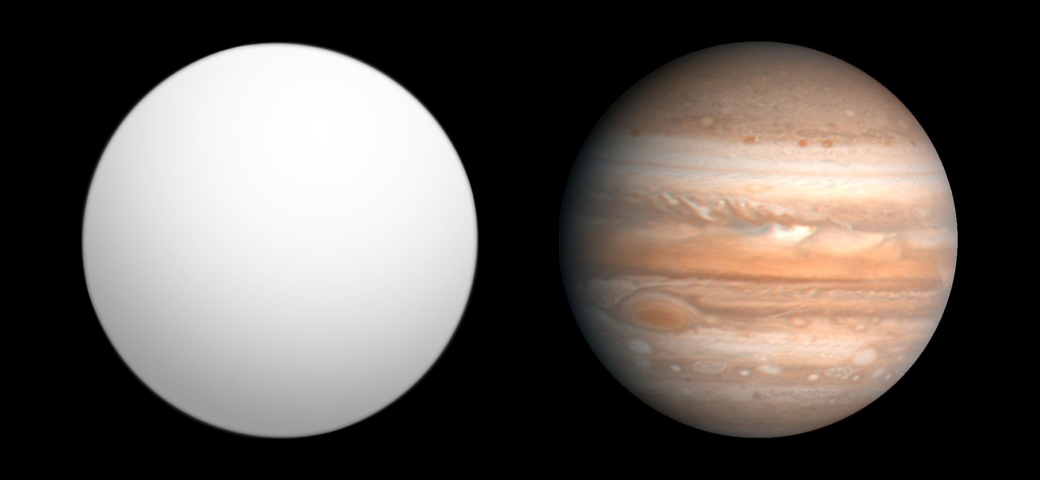
Сравнительные размеры HAT-P-18 b и Юпитера

## Планетная система
В 2010 году в рамках проекта HATNet командой астрономов было объявлено открытие планеты HAT-P-18 b в системе. Это газовый гигант с массой, меньшей чем масса Сатурна (или 63 массы Земли), однако по размерам он сопоставим с Юпитером. Эффективная температура атмосферы планеты приблизительно равна 852 Кельвин. Учитывая низкую плотность HAT-P-18 b, можно предположить, что основные химические элементы в её составе — это водород и гелий.